# Целна
Целна (рум. Țelna) — село у повіті Алба в Румунії. Входить до складу комуни Ігіу.
Село розташоване на відстані 279 км на північний захід від Бухареста, 11 км на північний захід від Алба-Юлії, 68 км на південь від Клуж-Напоки.

## Населення
За даними перепису населення 2002 року у селі проживали 1120 осіб, з них 1118 осіб (99,8%) румунів. Рідною мовою 1119 осіб (99,9%) назвали румунську.